# Villacourt
Ne doit pas être confondu avec Villecourt.
Villacourt (V’laicot en vosgien) est une commune française située dans le département de Meurthe-et-Moselle, en région Grand Est.

## Géographie
| Virecourt             | Froville   | Borville      |
| Bainville-aux-Miroirs | Villacourt | Loromontzey   |
| Chamagne Vosges       |            | Saint-Germain |

### Hydrographie
La commune est dans le bassin versant du Rhin, au sein du bassin Rhin-Meuse. Elle est drainée par le ruisseau de la Varroie, le ruisseau Derrieres Les Cotes, le ruisseau le Breuil, le ruisseau le Loro et le ruisseau Pre Aux Bois,.

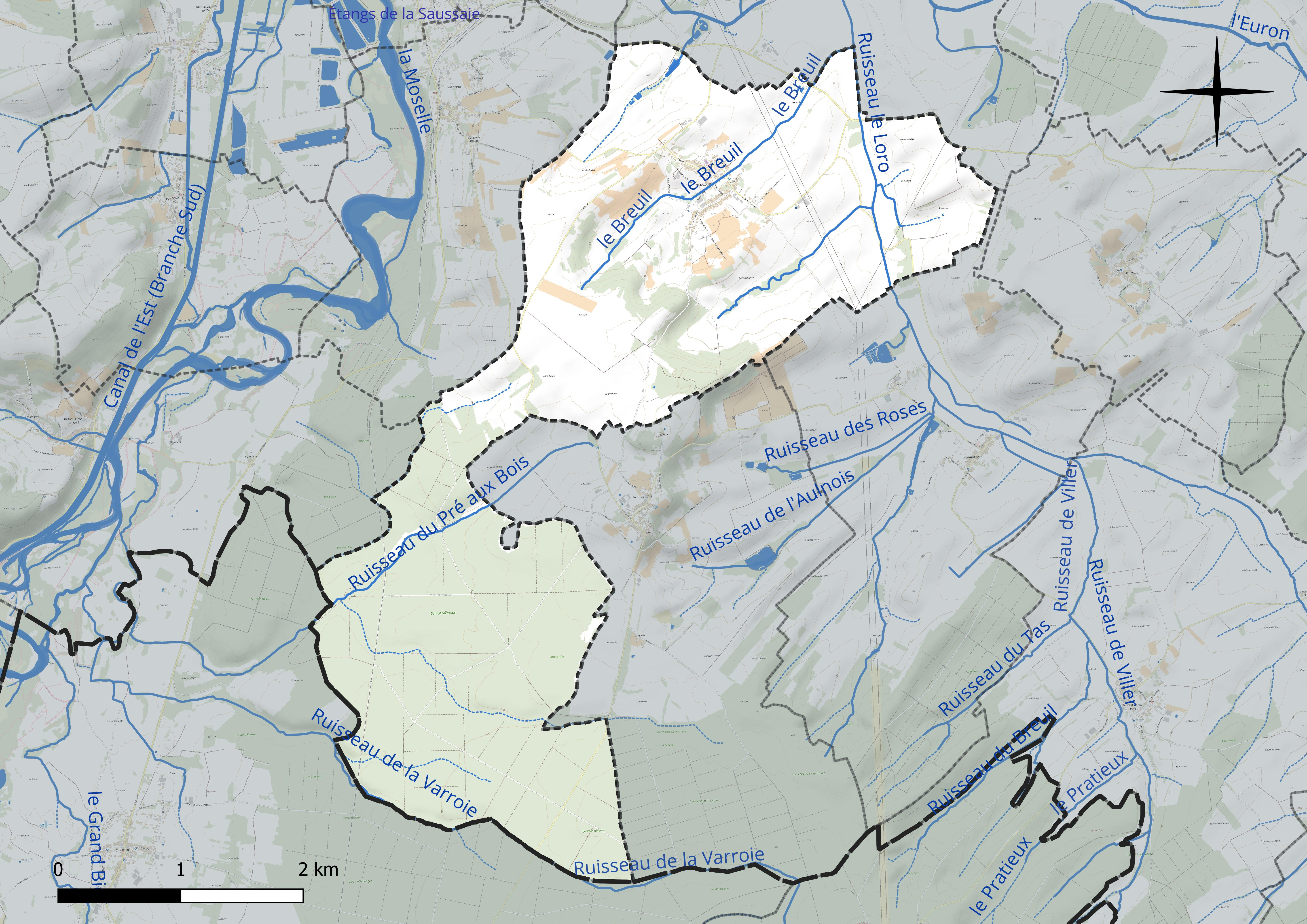
Réseau hydrographique de Villacourt.

### Climat
Pour des articles plus généraux, voir Climat du Grand Est et Climat de Meurthe-et-Moselle.
En 2010, le climat de la commune est de type climat des marges montargnardes, selon une étude du Centre national de la recherche scientifique s'appuyant sur une série de données couvrant la période 1971-2000. En 2020, Météo-France publie une typologie des climats de la France métropolitaine dans laquelle la commune est exposée à un climat semi-continental et est dans la région climatique  Lorraine, plateau de Langres, Morvan, caractérisée par un hiver rude (1,5 °C), des vents modérés et des brouillards fréquents en automne et hiver. 
Pour la période 1971-2000, la température annuelle moyenne est de 9,6 °C, avec une amplitude thermique annuelle de 17 °C. Le cumul annuel moyen de précipitations est de 868 mm, avec 12,5 jours de précipitations en janvier et 9,6 jours en juillet. Pour la période 1991-2020, la température moyenne annuelle observée sur la station météorologique de Météo-France la plus proche, « Roville », sur la commune de Roville-aux-Chênes à 20 km à vol d'oiseau, est de 10,3 °C et le cumul annuel moyen de précipitations est de 833,3 mm. 
La température maximale relevée sur cette station est de 40 °C, atteinte le 25 juillet 2019 ; la température minimale est de −24,5 °C, atteinte le 2 janvier 1971,,. 
Les paramètres climatiques de la commune ont été estimés pour le milieu du siècle (2041-2070) selon différents scénarios d'émission de gaz à effet de serre à partir des nouvelles projections climatiques de référence DRIAS-2020. Ils sont consultables sur un site dédié publié par Météo-France en novembre 2022.

## Urbanisme

### Typologie
Au 1er janvier 2024, Villacourt est catégorisée commune rurale à habitat dispersé, selon la nouvelle grille communale de densité à sept niveaux définie par l'Insee en 2022.
Elle est située hors unité urbaine. Par ailleurs la commune fait partie de l'aire d'attraction de Nancy, dont elle est une commune de la couronne,. Cette aire, qui regroupe 353 communes, est catégorisée dans les aires de 200 000 à moins de 700 000 habitants,.

### Occupation des sols
L'occupation des sols de la commune, telle qu'elle ressort de la base de données européenne d’occupation biophysique des sols Corine Land Cover (CLC), est marquée par l'importance des territoires agricoles (53 % en 2018), une proportion identique à celle de 1990 (53 %). La répartition détaillée en 2018 est la suivante : forêts (45 %), terres arables (24,2 %), prairies (19,4 %), cultures permanentes (9,3 %), zones urbanisées (2 %), milieux à végétation arbustive et/ou herbacée (0,1 %). L'évolution de l’occupation des sols de la commune et de ses infrastructures peut être observée sur les différentes représentations cartographiques du territoire : la carte de Cassini (XVIIIe siècle), la carte d'état-major (1820-1866) et les cartes ou photos aériennes de l'IGN pour la période actuelle (1950 à aujourd'hui).

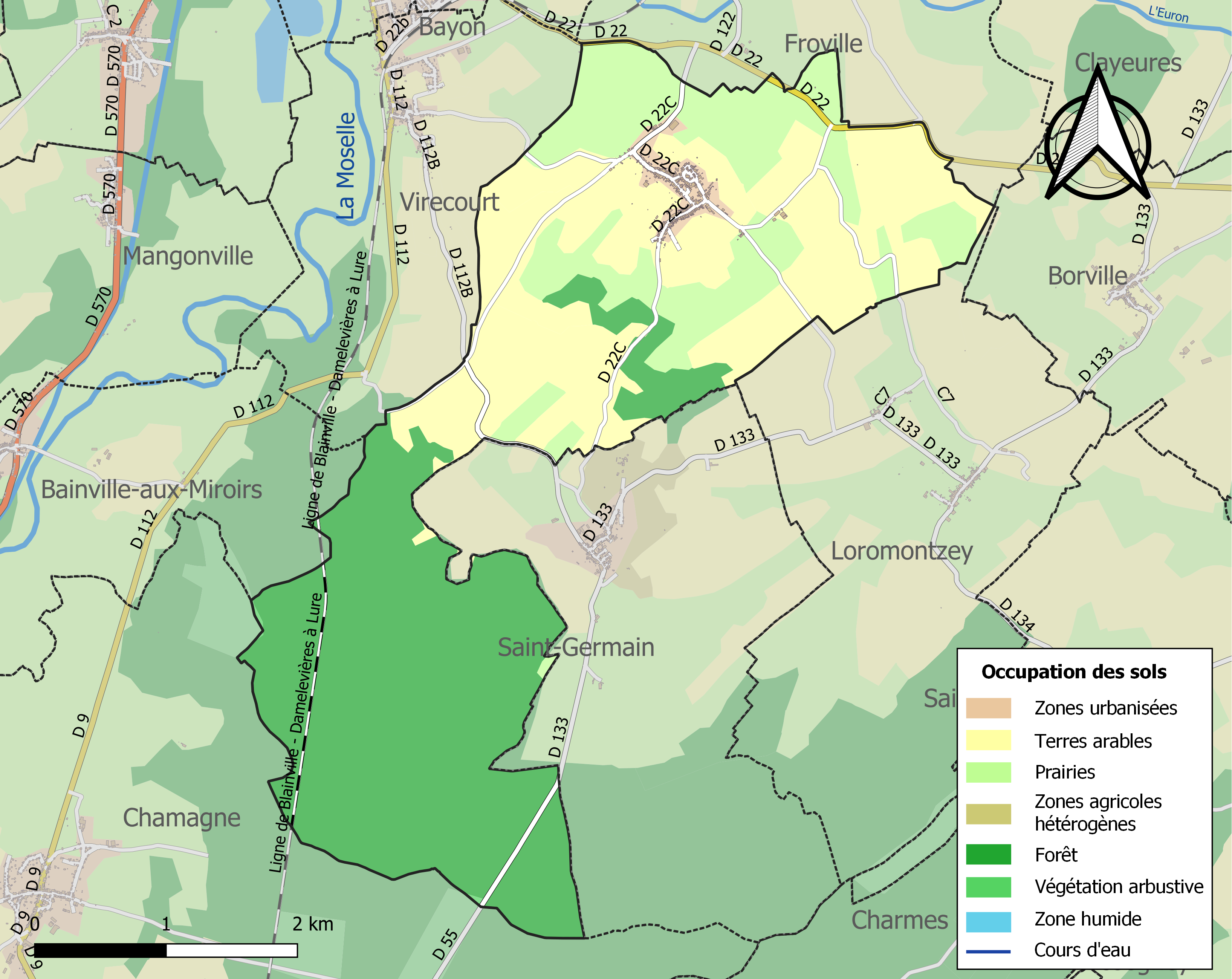
Carte des infrastructures et de l'occupation des sols de la commune en 2018 (CLC).

## Toponymie
Le nom de la localité est attesté sous les formes Vilascort (1152) ; Ecclesia de Villacourt (1157) ; Garnerus de Velascort (1172) ; Vellascort (1178) ; Velascurt, Velacort (1182) ; Velascorth (1189) ; Vellacort (1195) ; Ecclesia de Velaucourt (1206) ; Vilescort (1218) ; Agnes de Vilacort (1224) ; Valacort (1247) ; Villacuria (1396) ; Vellaucuria, Valaucourt, Vellaucourt (1397) ; Walaucourt (1402) ; Velacourt, Vilaicourt, Villaicourt (1534) ; Velaicourt (1543).

## Histoire
- Présence gallo-romaine (pas de vestiges).

### Le dernier ours
Le dernier ours vivant en Lorraine aurait été abattu au milieu du XVIIIe siècle, dans les bois de Villacourt, et le chancelier de La Galaizière l'aurait offert au roi Stanislas, qui aimait tant sa chair. C'est pourquoi il arrive qu’on se souvienne que les habitants de Villacourt ont été surnommés les Ours.

## Politique et administration
| Période                                  | Période            | Identité                                    | Étiquette | Qualité                   |
| ---------------------------------------- | ------------------ | ------------------------------------------- | --------- | ------------------------- |
| Les données manquantes sont à compléter. |                    |                                             |           |                           |
| 1672                                     |                    | François Villaume                           |           |                           |
| Les données manquantes sont à compléter. |                    |                                             |           |                           |
| 1973                                     | 2001               | Henri Poirot                                | SE        | Exploitant agricole       |
| 2001                                     | 2007               | Denis Leheu                                 | DVD       | Décédé en cours de mandat |
| 2007                                     | En cours (au 2020) | Hervé Poirot Réélu pour le mandat 2020-2026 | SE        | Exploitant agricole       |

## Population et société

### Démographie
L'évolution du nombre d'habitants est connue à travers les recensements de la population effectués dans la commune depuis 1793. Pour les communes de moins de 10 000 habitants, une enquête de recensement portant sur toute la population est réalisée tous les cinq ans, les populations de référence des années intermédiaires étant quant à elles estimées par interpolation ou extrapolation. Pour la commune, le premier recensement exhaustif entrant dans le cadre du nouveau dispositif a été réalisé en 2008.

En 2022, la commune comptait 354 habitants, en évolution de −12,59 % par rapport à 2016 (Meurthe-et-Moselle : −0,13 %, France hors Mayotte : +2,11 %).
| 1793 | 1800 | 1806 | 1821  | 1831  | 1836  | 1841  | 1846  | 1851  |
| ---- | ---- | ---- | ----- | ----- | ----- | ----- | ----- | ----- |
| 880  | 951  | 979  | 1 058 | 1 040 | 1 010 | 1 009 | 1 017 | 1 022 |

| 1856 | 1861 | 1872 | 1876 | 1881 | 1886 | 1891 | 1896 | 1901 |
| ---- | ---- | ---- | ---- | ---- | ---- | ---- | ---- | ---- |
| 991  | 974  | 869  | 851  | 838  | 760  | 752  | 666  | 641  |

| 1906 | 1911 | 1921 | 1926 | 1931 | 1936 | 1946 | 1954 | 1962 |
| ---- | ---- | ---- | ---- | ---- | ---- | ---- | ---- | ---- |
| 651  | 638  | 591  | 564  | 514  | 483  | 483  | 417  | 440  |

| 1968 | 1975 | 1982 | 1990 | 1999 | 2006 | 2008 | 2013 | 2018 |
| ---- | ---- | ---- | ---- | ---- | ---- | ---- | ---- | ---- |
| 440  | 389  | 407  | 411  | 458  | 465  | 467  | 429  | 375  |

| 2022 | - | - | - | - | - | - | - | - |
| ---- | - | - | - | - | - | - | - | - |
| 354  | - | - | - | - | - | - | - | - |

## Économie
- Vin. Avec environ 100 hectares plantés (E. Delorme, Lunéville et son arrondissement), la viticulture était l’une des activités les plus prospères pour cette commune. Cependant, la guerre de 1870 et le phylloxéra eurent raison de ces cultures. Outre les terres arables et les prés, il est à noter que la forêt occupe une grande partie du territoire.
- Fromage. La commune de Villacourt a également vu se développer une fromagerie vers le milieu des années 1930 à l’initiative de M. Charles MARTIN. Beurre, crème et fromages étaient alors produits. M. Paul MARTIN reprit la fromagerie à la suite de son père et la développa progressivement jusqu’à atteindre huit employés à la fin des années cinquante. Le lait était alors collecté dans cinq villages : Villacourt, Froville, Saint-Germain, Loromontzey et Saint-Rémy-aux-Bois. En plus de la production de beurre et de crème, des fromages à pâte cuite et à pâte pressée étaient également fabriqués. L’apparition de nouvelles normes et la forte concurrence ont conduit à la fermeture de la fromagerie en 1973[21].
- Carrières. Une carrière de Dolomie se situe à la limite des bans communaux de Villacourt et de Saint-Germain. Exploitée jusqu’au milieu du XXe siècle, les pierres qui y étaient extraites étaient utilisées pour la construction d’habitations ou de murs de clôture. La roche exploitée auparavant présentait plusieurs nuances allant du jaune beige à un ocre rouge en passant par le rose. Même si elle n’est plus exploitée aujourd’hui, plusieurs propriétaires sont encore recensés sur cet ancien site.

## Culture locale et patrimoine

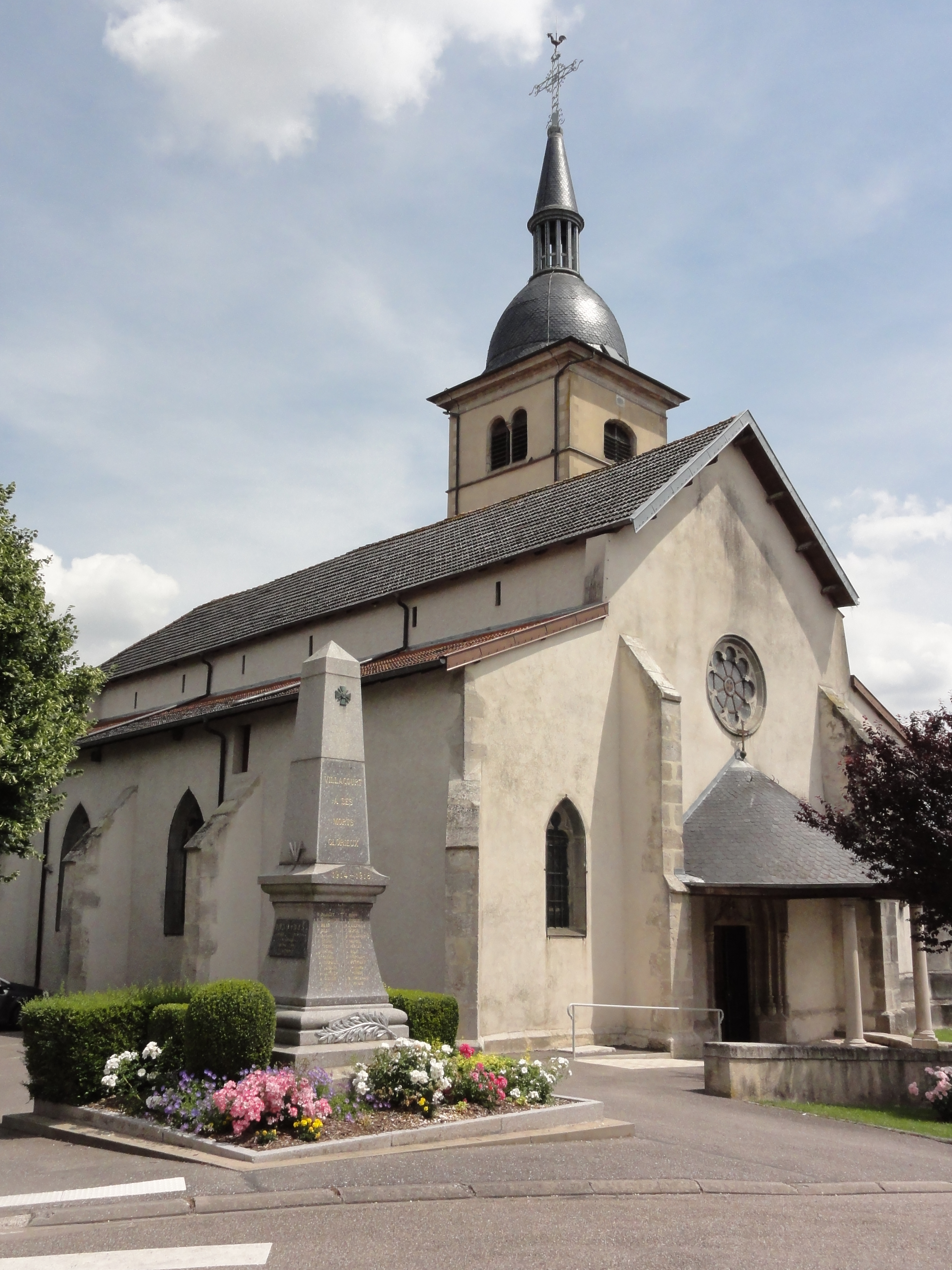
L'église et le monument aux morts.

### Lieux et monuments
- Église Saint-Martin XVe/XVIe : tour romane remaniée, y compris toit à l'impériale (réparation du clocher et du campanile en 1981) ; portail XVIe ; orgues posées en 1842, très vraisemblablement par Verschneider de Puttelange (57), restaurées récemment.
- La mairie de Villacourt, construite sur trois niveaux, date de 1870 et se compose de deux maisons. L’école du village y était installée jusqu’au début des années 1970. Désormais, un nouveau bâtiment accueille les enfants des villages environnants (classes de petite section au CP).
- Le moulin à vent était une ferme située un peu à l’écart de la commune en direction de Loromontzey. Cette construction date de 1817 et est toujours visible aujourd’hui.
- Compte tenu du passé viticole de la commune, des maisons typiques de vignerons sont encore visibles rue du Mont.
- Monument aux morts.

### Personnalités liées à la commune
- Henri Ledroit (1946-1988), chanteur lyrique (haute contre). Le journal Télérama a dit de lui : « Ledroit est le contreténor français que les amateurs de musique ancienne attendaient. Un timbre très clair, pur, souplement mené, un style parfait et un musicalité naturelle » (Scherzo).
- Nicolas Royal (1622-1692), laboureur, plus lointain ancêtre connu de Ségolène Royal, vivait à Villacourt où il est mort[22]. Les 7 générations suivantes des Royal sont toutes de Villacourt. La 8e, le père de Ségolène, s’installe dans le village voisin de Chamagne.

### Héraldique, logotype et devise
| Blason de Villacourt | Blason  | Parti d'or et d'azur au lion brochant de l'un en l'autre, lampassé de gueules. |
| Blason de Villacourt | Détails | Le statut officiel du blason reste à déterminer.                               |